# 西山乡 (阆中市)
西山乡，是中华人民共和国四川省南充市阆中市曾经下辖的一个乡。2019年10月，撤销方山乡和西山乡，将其所属行政区域划归老观镇管辖。

## 行政区划
西山乡撤销前下辖以下地区：
西山坪村、文庙梁村、卧龙山村、枫山垭村、重锦山村、南阳坪村、岳林垭村、三岔河村、花园村、长梁村和牛王庙村。